# Aeroportul Güiria
Aeroportul Juan Manuel Valdez sau Aeroportul Güiria (IATA: GUI, ICAO: SVGI) este un aeroport care deservește orașul Güiria, în statul Sucre din Venezuela.
Situat la o altitudine de 12 m, aeroportul dispune de o singură pistă.